# Selves tropicals de la Polinèsia occidental
Les Selves tropicals de la Polinèsia occidental són una ecoregió de boscos tropicals i subtropicals humits de fulla ampla de la Polinèsia. Inclou Tuvalu, les illes Fènix a Kiribati, Tokelau i les illes Howland i Baker, que són possessions dels Estats Units.

## Geografia
Les illes són majoritàriament atols, illes baixes de sorra coral·lina que envolten una llacuna central o plataformes elevades de pedra calcària coral·lina. L'ecoregió inclou tres arxipèlags juntament amb algunes illes disperses.
Tuvalu, anteriorment coneguda com les Illes Ellice, inclou nou atols entre els 6º i els 9º de latitud S i els 176º i els 180° de longitud E.
Les Illes Fènix inclouen vuit atols entre els 2º i els 5º de latitud S i els 171º i els 175º de longitud O. Formen part de Kiribati i estan majoritàriament deshabitades.
Tokelau inclou tres atols habitats, Atafu, Nukunonu i Fakaofo, i l'illa deshabitada de Swain, que està en disputa amb Samoa Americana. Tokelau es troba entre els 8º i els 12º de latitud S i els 170º i els 173º de longitud O.
Les illes Howland i Baker es troben al nord de les Illes Fènix.

## Clima
El clima de les illes és tropical, amb poca variació estacional de temperatura. Tuvalu i Tokelau es troben a la zona de vents alisis, i la precipitació mitjana anual oscil·la entre els 1.500 i els 3.500 mm, amb una disminució relativament consistent de mes a mes i any a any.
La majoria de les illes Phoenix i les illes Howland i Baker reben menys de 1.000 mm de pluja anuals, amb una temporada seca de març a juny. La pluja en aquestes illes també és més variable d'un any a un altre, amb sequeres durant els cicles d'El Niño.

## Flora
La vegetació autòctona de les illes més humides és principalment bosc tropical humit, amb comunitats de plantes arbustives i herbàcies en zones rocoses i zones costaneres exposades a la sal. Els arbres de copa característics inclouen Pisonia grandis de fins a 25 metres d'alçada, Cordia subcordata i Heliotropium arboreum en rodals d'una sola espècie o mixtes, amb Calophyllum inophyllum, Pandanus tectorius, Hernandia nymphaeifolia, Ficus tinctoria i Guettarda speciosa. Les plantes del sotabosc inclouen els arbustos Suriana maritima i Pemphis acidula, la falguera Asplenium nidus i la vinya Ipomoea violacea. Els boscos s'intercalen amb zones de matolls de Scaevola taccada i Morinda citrifolia.
Les illes més seques estan cobertes de plantes baixes, incloent-hi prats esparsos dominats per Lepturus repens, les plantes enfiladisses Portulaca spp., Sida fallax i Sesuvium portulacastrum, l'herba Eragrostis paupera i ocasionalment els arbustos Cordia subcordata, Abutilon indicum, Suriana maritima, Pemphis acidula i Tribulus cistoides.
La flora és majoritàriament d'espècies costaneres de l'Indo-Pacífic, amb relativament poques espècies endèmiques.

## Fauna
Els vertebrats autòctons són majoritàriament aus marines, que s'acumulen en gran nombre a moltes de les illes. Els únics ocells forestals són el colom imperial del Pacífic, resident durant tot l'any, i el cucut koel del Pacífic, que hiverna al Pacífic tropical i es reprodueix a Nova Zelanda durant la primavera i l'estiu. No hi ha mamífers ni amfibis no marins autòctons.
La rata polinèsia (Rattus exulans) i els gats domèstics s'han introduït a diverses illes i s'alimenten en gran manera d'aus autòctones. Els rasclons de clatell vermell, de Fiji han colonitzat recentment Niulakita a Tuvalu.

## Àrees protegides
El 64,3% de l'ecoregió es troba en àrees protegides. Una d'elles és l'àrea protegida de les illes Fènix.